# Harold Brook
Harold Brook (15 tháng 10 năm 1921 ở Sheffield, Anh – 1998) là một cầu thủ bóng đá thi đấu ở vị trí tiền đạo tầm xa cho Sheffield United và Leeds United trong thập niên 1940 và 1950.